# Преступник из-за потерянной чести
«Преступник из-за потерянной чести» (нем. Der Verbrecher aus verlorener Ehre) — новелла Фридриха Шиллера, написанная в 1786 году, одно из немногочисленных прозаических произведений писателя. В новелле рассказывается история молодого человека, который вследствие бедности становится разбойником, однако впоследствии сдаётся правосудию.

## Сюжет

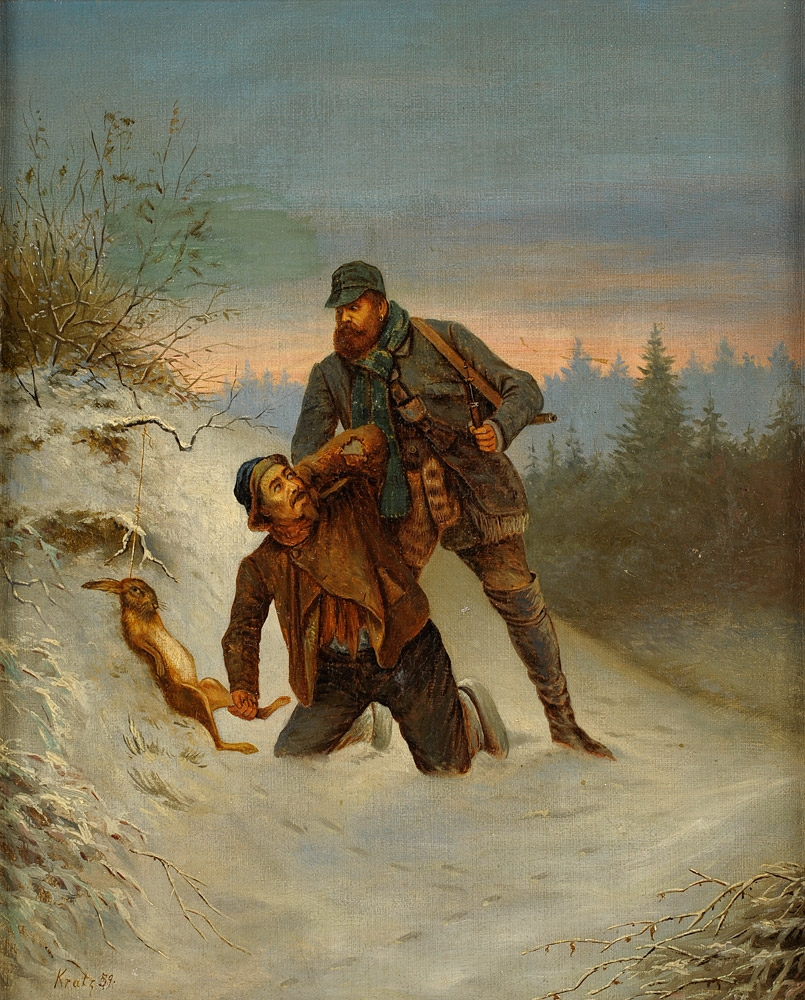
Поимка браконьера на картине Бенджамина Кратца

Автор начинает с рассуждений о том, что при описании поступков исторического персонажа не менее важным является то, что предшествовало его деяниям, причины его поступков. Главный герой новеллы — сын трактирщика Христиан Вольф, после смерти отца унаследовавший его трактир под названием «Солнце» (вследствие чего Вольфа знали в округе как «хозяин „Солнца“»). Трактир почти не приносил дохода, и Вольф бедствовал. Когда ему понравилась девушка, он понял, что без денег не сможет завоевать её расположение, и принялся браконьерствовать в княжеских лесах. Ненадолго разбогатев, Вольф был пойман соперником — егерем Робертом, который ухаживал за той же девушкой. Вольфу удалось откупиться, истратив всё своё состояние. Однако он вновь вернулся к браконьерству и снова был пойман, на этот раз его осудили на год заключения. Вернувшись после тюрьмы, Вольф обнаружил, что стал изгоем и с ним никто не хочет иметь дела. Он вступает на путь браконьерства в третий раз, и снова попадается, теперь его осуждают на три года каторжных работ.
По собственному признанию, сделанному впоследствии на допросах, через три года Вольф вышел из крепости «отпетым негодяем», потерявшим честь и совесть. Он возненавидел людей и по возвращении собирался мстить всем, кто был виновен в его несчастьях. Встретив свою прежнюю любовь Иоганну, он обнаружил, что она полностью опустилась и страдает «позорной болезнью». Его мать умерла, трактир и дом были отняты за долги. Вольф вернулся к браконьерству, на этот раз стараясь не попасться. Однажды, охотясь на оленя, он увидел егеря Роберта, также целящегося в того же оленя. После колебаний Вольф застрелил Роберта, став убийцей. После этого он решил бежать за границу, но по дороге встретил бродягу, который, узнав его, пригласил Вольфа в свою компанию бродяг и разбойников, которую Вольфу предложили возглавить.
Шайка Вольфа стала наводить ужас на окрестности, однако через год сам Вольф понял, что не может больше продолжать жить такой жизнью. В это время началась Семилетняя война и проходила вербовка рекрутов. Вольф написал князю несколько писем с раскаянием и просьбой о помиловании, говоря, что теперь он будет готов служить на благо князя. Не получив ответа, Вольф решил бежать за границу и «храбрым солдатом умереть на службе у прусского короля». На одной заставе его задержали, но не узнали и, хотя против него не было улик, перед тем, как выпустить, старший судья решил побеседовать с Вольфом (который путешествовал с чужим паспортом). Увидев в судье благородного человека, Вольф признался ему в том, что он и есть хозяин «Солнца».

## Создание
Новелла написана в 1786 году и впервые напечатана под заглавием «Преступник из-за позора». Новое название было дано в 1792 году, когда Шиллер подготавливал для печати сборник своих прозаических произведений разных лет.
Новелла основана на реальных событиях, связанных с одной из разбойничьих банд, орудовавших в Вюртембергском герцогстве в середине XVIII столетия, предводителем которой был Иоанн-Фридрих Шванн. (По цензурным соображениям Шиллер место действия своей повести напрямую не указывает.) Шванн, также известный под именем «хозяин „Солнца“», «принадлежал к наиболее прославленным разбойничьим атаманам своего времени, к одному из тех, кто был окружён в народном представлении своеобразным романтическим ореолом мстителей за унижения и бесправие простых людей». Он был казнён в возрасте тридцати одного года.
Вероятно, Шиллер узнал об истории Шванна от профессора Якова Фридриха Абеля, которого он знал по Карсшуле. Отец Абеля был судьёй Шванна, а позже профессор Абель сам написал его биографию («История одного разбойника»).

## Оценки
По мнению Л. Лозинской, под пером Шиллера изложение истории Шванна «превращается в обличение феодально-абсолютистских порядков, общественного строя, уродующего человека, доводящего до преступления людей часто невинных, безжалостного в наказании «малых мира сего». Говоря о мысли, пронизывающей шиллеровскую повесть, комментатор цитирует слова разбойника, которого главный герой встречает в лесу:

За то, что ты подстрелил нескольких кабанов, которым князь даёт жиреть на наших пашнях и лугах, они затаскали тебя по тюрьмам и крепостям, отняли дом и трактир, сделали тебя нищим. Неужели дошло уже до того, брат, что человек стоит не больше зайца? Неужели мы не лучше скотины в поле?…